# Maquiavelismo

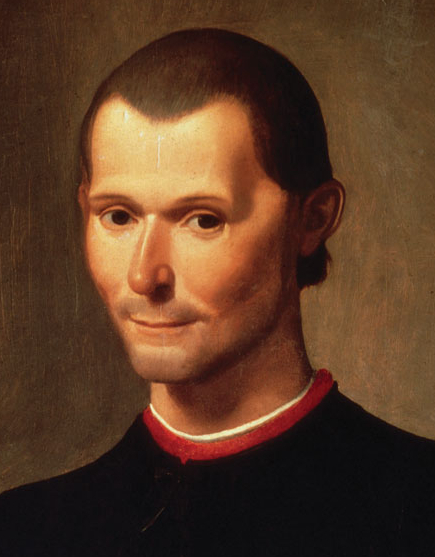
Detalhe de um retrato de Maquiavel com as insígnias de oficial público florentino. Obra de Santi di Tito, 1500.

Machiavelismo é amplamente definido como a filosofia política do diplomata Renascença Italiana Niccolò Maquiavel, geralmente associado ao realismo na Política externa e na política interna, e com a visão de que os que governam devem priorizar a estabilidade do regime em detrimento de preocupações éticas. Não há consenso acadêmico quanto à natureza precisa da filosofia de Maquiavel, ou quais eram suas intenções com suas obras. A palavra Machiavellianismo apareceu pela primeira vez na língua inglesa em 1607, devido à popularidade de Maquiavel, frequentemente como sinônimo de política governamental pouco ética.

## Elementos do maquiavelismo
Nesta obra e em outras como nos Discursos sobre as décadas de Tito Lívio, propõe Maquiavel,  o modelo ideal de príncipe governante, fundando-se na sua experiência política como secretário de príncipes e em suas múltiplas leituras como historiador. Tem uma obsessão sobretudo como há de ser o caudilho que logre a unidade e independência da Itália, vítima de numerosas intrusões exteriores e divisões internas em múltiplas repúblicas que lutam entre si. Propõe, de fato, a figura de Fernando, o Católico por causa de sua astúcia.
O maquiavelismo é centrado nas ações de governo e dominância. A fim de adquirir estados, um líder é muitas vezes obrigado a agir de uma forma sem escrúpulos. Purgas, assassinatos e enganos podem ser necessários. Em seu livro posterior, the Discourses on Livy, esses temas ainda aparecem, embora desta vez ele fale sobre regimes republicanos.

## Estudos ao longo da História
No Caderno 13 de Antonio Gramsci, intitulado "Cadernos do cárcere, volume 3: Maquiavel, notas sobre o estado e a política", contém uma série de reflexões sobre o pensamento político de Maquiavel, especialmente em torno de sua obra O Príncipe. Gramsci busca entender o significado e a importância da política para Maquiavel em relação ao contexto de seu tempo e como suas ideias podem ser aplicadas à análise política moderna.

## Visão Geral

### O Príncipe
Após seu exílio da vida política em 1512, Maquiavel dedicou-se à escrita, o que o levou à publicação de sua obra mais famosa, O Príncipe. O livro tornou-se infame por suas recomendações para que os governantes absolutos estejam prontos a agir de maneira inescrupulosa, como recorrer à fraude e à traição, eliminar os opositores políticos e utilizar o medo como meio de controlar os súditos. A visão de Maquiavel de que adquirir um Estado e mantê-lo requer meios maléficos foi apontada como o tema principal do tratado. Ele tornou-se infame por esse conselho, a tal ponto que o adjetivo maquiavélico passou a descrever um tipo de política marcada pela astúcia, duplicidade ou má-fé.

### Republicanismo e Outras Ideias
Embora Maquiavel tenha se tornado amplamente popular por sua obra sobre principados, sua outra obra importante, Os Discursos sobre Tito Lívio, enfocou principalmente a administração de Estados republicanos e suas recomendações para uma república bem ordenada. Maquiavel observou que as repúblicas livres possuem estruturas de poder superiores aos principados. Ele também ressalta as vantagens de um governo republicano em oposição ao de um único governante. Contudo, as declarações mais controversas de Maquiavel sobre política também podem ser encontradas em suas outras obras. Por exemplo, Maquiavel observa que, às vezes, meios extraordinários, como a violência, podem ser empregados para reordenar uma cidade corrupta. Em um trecho, ele louva Rômulo, que assassinou seu irmão e co-governante para obter o poder sozinho e fundar a cidade de Roma. Em alguns trechos, ele atua explicitamente como conselheiro de tiranos.
Alguns estudiosos afirmam inclusive que o objetivo de sua república ideal não difere muito de seu principado, pois ambos dependem de medidas bastante implacáveis para o engrandecimento e a formação de impérios.
Em um trecho de O Príncipe, Maquiavel subverte o conselho dado por Cícero de evitar a duplicidade e a violência, afirmando que o príncipe deve “ser a raposa para evitar as armadilhas e o leão para dominar os lobos”.
Como a crueldade e a enganação desempenham papéis tão importantes em sua política, não é incomum que questões relacionadas — como assassinato e traição — apareçam com regularidade.
O próprio conceito de virtude de Maquiavel, que ele denomina “virtù”, é original e geralmente é visto pelos estudiosos como distinto dos pontos de vista tradicionais de outros filósofos políticos. A virtù pode consistir em qualquer qualidade que ajude um governante a manter seu Estado, inclusive estando disposto a recorrer ao mal necessário quando vantajoso.
Devido à análise controversa da política presente no tratado, em 1559, a Igreja Católica baniu O Príncipe, incluindo-o no Index Librorum Prohibitorum.
Maquiavel criticou e rejeitou o pensamento bíblico e cristão clássico, pois considerava que este enaltecia a humildade e aspectos de outro mundo, tornando os italianos de sua época “fracos e efeminados”. Embora sua filiação religiosa seja objeto de debate, supõe-se que Maquiavel tinha baixa consideração pelo Cristianismo contemporâneo.
Estudiosos observaram que Maquiavel oferece uma estrutura para a construção do Estado especialmente concebida para a manutenção dos governos. Para alguns, suas ideias frequentemente deixam de lado doutrinas tradicionais, concentrando-se em uma abordagem original ao governo. Maquiavel geralmente foca nos eventos mais extremos da história, como os fundamentos das sociedades e dos governos. Ele considera que as ideias defendidas pelos governantes de sua época prejudicam suas capacidades de governar de forma eficaz.
Maquiavel enfatiza a originalidade de seu empreendimento em várias ocasiões. Muitos estudiosos notam que ele parece particularmente original e frequentemente atua “sem qualquer consideração” por seus predecessores. Alguns intérpretes chegaram até a chamá-lo de iniciador da filosofia contemporânea. Contudo, todos os pensadores interagem, em certa medida, com seus predecessores, mesmo (ou talvez especialmente) aqueles que pretendem discordar fundamentalmente das ideias anteriores. Portanto, mesmo com uma figura aparentemente inovadora como Maquiavel, os estudiosos examinaram mais a fundo suas obras para considerar possíveis influências históricas e filosóficas. Embora tenha analisado os humanistas antigos, ele não os referencia frequentemente como autoridades. Em sua época, a discussão mais comumente citada sobre as virtudes clássicas era o Livro 1 de De Officiis de Cícero, contudo, Cícero nunca é mencionado em O Príncipe e é citado apenas três vezes nos Discursos. Maquiavel defende que todos os governos devem concentrar-se na fundação de seus Estados, com seus conselhos visando assegurar a estabilidade e a longevidade do regime a que se referia.

### Recepção de Maquiavel
Anti-Maquiavelismo
No final da década de 1530, imediatamente após a publicação de O Príncipe, a filosofia de Maquiavel foi considerada uma ideologia imoral que corrompia a política europeia. Reginald Pole leu o tratado enquanto estava na Itália e comentou: “Achei esse tipo de livro escrito por um inimigo da raça humana. Ele explica todos os meios pelos quais a religião, a justiça e qualquer inclinação para a virtude poderiam ser destruídas”. As obras de Maquiavel foram recebidas de forma semelhante por outros autores europeus populares, especialmente na Inglaterra elizabetana. Os dramaturgos ingleses William Shakespeare e Christopher Marlowe incorporaram suas visões em algumas de suas obras. O personagem-título de Shakespeare, Ricardo III, faz referência a Maquiavel em Henrique VI, Parte III, como o “Maquiavel assassino”.
O Anti-Maquiavel é um ensaio do século XVIII de Frederick the Great, rei da Prússia e patrono de Voltaire, que refuta O Príncipe. Foi publicado pela primeira vez em setembro de 1740, alguns meses após Frederick ter se tornado rei. Denis Diderot, o filósofo francês, considerava o maquiavelismo como “um tipo abominável de política” e a “arte da tirania”.